# Marinhais
Marinhais ist eine Gemeinde (Freguesia) im portugiesischen Kreis Salvaterra de Magos. In ihr leben 6259 Einwohner (Stand 19. April 2021).